# 丁香蓼属
丁香蓼属（学名：Ludwigia）是柳叶菜科下的一个属，为湿地植物。该属共有约82种，分布于全球熱帶、亞熱帶、乃至于溫帶。
属名Ludwigia为纪念德国植物学家C. G. Ludwig（1709-1773）而命名。